# Aten
Aten – jednostka osadnicza w Stanach Zjednoczonych, w stanie Nebraska, w hrabstwie Cedar.